# Vincenzo Balzani
Vincenzo Balzani (Forlimpopoli, 15 novembre 1936) è un chimico italiano, professore emerito presso l’Università di Bologna.

## Carriera
Si è laureato in Chimica all'Università di Bologna nel 1960. Ha trascorso gran parte della sua vita professionale nello stesso ateneo presso il Dipartimento di Chimica “Giacomo Ciamician”, diventando professore ordinario nel 1973. È professore emerito dal 1º novembre 2010.

## Attività didattica
Ha tenuto corsi di insegnamento di Chimica generale ed inorganica, Fotochimica, Chimica supramolecolare. È stato coordinatore del dottorato di ricerca in Scienze Chimiche dal 2002 al 2007 e della laurea specialistica in Fotochimica e chimica dei materiali dal 2004 al 2007. Nell'AA 2008-2009 ha fondato nell'Università di Bologna il corso interdisciplinare Scienza e Società.

## Attività scientifica
Ha svolto una intensa attività scientifica nei campi della fotochimica, fotofisica, reazioni di trasferimento elettronico, chimica supramolecolare, nanotecnologia, macchine e dispositivi a livello molecolare, conversione fotochimica dell'energia solare. Con le sue 650 pubblicazioni citate più di 64.000 volte nella letteratura scientifica (indice H 119), è uno dei chimici più conosciuti del mondo. È autore o coautore di testi per ricercatori in lingua inglese, alcuni tradotti in cinese e giapponese, che sono attualmente adottati in università di molti paesi. Tra i più significativi Photochemistry of Coordination Compounds (1970), Supramolecular Photochemistry (1991), Molecular Devices and Machines – Concepts and Perspectives for the Nanoworld (2008), Energy for a Sustainable World (2011), Photochemistry and Photophysics: Concepts, Research, Applications (2014).

## Attività divulgativa
Da molti anni affianca alla ricerca scientifica un'intensa attività di divulgazione, anche sul rapporto fra scienza e società e fra scienza e pace, con particolare riferimento ai temi dell'energia e delle risorse. È convinto che gli scienziati abbiano una grande responsabilità che deriva loro dalla conoscenza e che quindi sia loro dovere contribuire attivamente a risolvere i problemi dell’umanità, particolarmente quelli connessi all’attuale crisi energetico-climatica. Ogni anno tiene decine di seminari nelle scuole primarie o secondarie e conferenze pubbliche per illustrare agli studenti e ai cittadini i problemi creati dall’uso dei combustibili fossili e dalla “civiltà” dell’usa e getta: il cambiamento climatico, la insostenibilità ecologica e il disagio sociale che deriva dalle crescenti disuguaglianze. Ritiene che sia necessaria una triplice transizione: dall’uso dei combustibili fossili a quello delle energie rinnovabili, dall’economia lineare all’economia circolare e dal consumismo alla sobrietà. Su questi temi è coautore di libri indirizzati agli studenti e agli insegnanti delle scuole secondarie: Chimica (2000), Energia oggi e domani: Prospettive, sfide, speranze (2004), Energia per l'astronave Terra (2017) (che nella prima edizione ha vinto nel 2009 il premio letterario Galileo per la divulgazione scientifica), Chimica! Leggere e scrivere il libro della natura (2012), Energia, risorse, ambiente (2014) e Le macchine molecolari (2018).

## Altre attività
È stato visiting professor presso le seguenti università: Università della Columbia Britannica, Vancouver, Canada (1972); Energy Research Center, Hebrew University of Jerusalem, Israele (1979); Università di Strasburgo, Francia (1990); University of Leuven, Belgio (1991); Università di Bordeaux, Francia (1994).
Ha presieduto: Gruppo Italiano di Fotochimica (1982-1986); European Photochemistry Association (1988-92); International Symposium on "Photochemistry and Photophysics of Coordination Compounds (dal 1989, ora presidente onorario); Corso di dottorato in Scienze chimiche (2002-2007) e Laurea specialistica in Fotochimica e chimica dei materiali (2004-2007) presso l'Università di Bologna.
È stato direttore dell'Istituto di Fotochimica e Radiazioni d’Alta Energia (FRAE) del Consiglio Nazionale delle Ricerche a Bologna (1977-1988) e del Centro per la Conversione Fotochimica dell’Energia Solare presso l'Università di Bologna (1981-1998).
È membro del Comitato Scientifico di numerose riviste scientifiche internazionali. Membro del Comitato Scientifico del Piano Urbano per la Mobilità Sostenibile (PUMS) dell’area metropolitana di Bologna (dal 2008).
Attività politica. Nel 2009 ha avviato presso l’Università di Bologna il corso interdisciplinare "Scienza e Società" con lo scopo di gettare un ponte fra Università e Città; da tempo auspica il potenziamento di simili iniziative per una crescita culturale della Città Metropolitana. Nel 2014 ha fondato il gruppo Energia per l'Italia, formato da 22 docenti e ricercatori dell’Università e dei più importanti Centri di ricerca di Bologna, con lo scopo di offrire al Governo e ai politici locali linee di indirizzo affinché il problema energetico non venga affrontato solo in una stretta visione economica, ma in un’ampia prospettiva che comprenda gli aspetti scientifici, sociali, ambientali e culturali.
Attività editoriale. Ha curato la pubblicazione di varie pubblicazioni scientifiche, tra le quali: Supramolecular Photochemistry, Nato ASI Series n. 214, Reidel, Dordrecht (1987); Supramolecular Chemistry, Nato ASI Series n. 371, Reidel, Dordrecht (1992) (with L. De Cola); Guest Editor, Supramolecular Photochemistry, New J. Chem., n.7-8, vol. 20 (1996). È stato capo redattore dell'opera in cinque volumi Handbook on Electron Transfer in Chemistry, Wiley-VCH, Weinheim (2001); e dei volumi 280 e 281 di Topics in Current Chemistry (2007) dedicati alla fotochimica e fotofisica dei composti di coordinazione.
Dal 2020 è membro del Comitato Scientifico del Progetto per la sostenibilità della Basilica e della Fabbrica di San Pietro.

## Associazioni e accademie
È membro di: Società chimica italiana; Accademia delle scienze dell'Istituto di Bologna; Accademia delle Scienze di Torino (dal 7 maggio 2003); Società Nazionale di Scienze, Lettere ed Arti in Napoli; Accademia Nazionale delle Scienze detta dei XL; Accademia Nazionale dei Lincei; European Photochemistry Association; ChemPubSoc Europe; Academia Europæa; Accademia europea delle scienze, Accademia europea delle scienze e delle arti; American Association for the Advancement of Science.

## Riconoscimenti principali
Per la sua attività scientifica ha ricevuto premi dalle Società Chimiche di Francia, Gran Bretagna, Germania e Belgio, la Gold Medal "S. Cannizzaro" della Società Chimica Italiana (1988), Il Premio Italgas per la ricerca e l’innovazione (1994), la Medaglia Porter della European Photochemistry Association (2000), la Medaglia Pascal dell’Accademia delle Scienze Europea (2009), il Premio Galileo per la divulgazione scientifica (2011), e Lauree Honoris Causa dalle Università di Friburgo (Svizzera, 1989) e della Cina Orientale di Shanghai (2009). Fra i riconoscimenti più recenti figurano l’Archiginnasio d'oro della Città di Bologna (2016), il Grand Prix de la Maison de la Chimie, il Premio Genus Romandiolae per la Scienza e la Comunicazione, il Premio Guglielmo Marconi per la Creatività della Fondazione Marconi, il Premio Leonardo da Vinci dell’Accademia delle Scienze Europea, il Premio NEXT dell’Ordine dei Chimici e dei Fisici, il Nick Turro Award della Inter-American Photochemical Society.
Nel 2013 la rivista Nature gli ha assegnato l'Award for Mentoring in Science per la sua opera di guida nei confronti di studenti, ricercatori e giovani colleghi. Nel 2019 gli è stato assegnato il Premio Primo Levi, istituito dalla Gesellschaft Deutscher Chemiker (GDCh) e dalla Società Chimica Italiana (SCI) per riconoscere i risultati eccezionali di chimico nella difesa dei diritti umani e per far progredire il dialogo tra Chimica e Società, con la seguente motivazione: “Riconosciamo il suo profondo interesse per gli aspetti sociali della scienza e per il comportamento etico degli scienziati, e il suo grande impegno nel promuovere la scienza per la pace e per un mondo migliore, per ridurre la povertà e fermare le guerre”.

## Opere

### Testi scientifici
- (EN) V. Balzani e V. Carassiti, Photochemistry of Coordination Compounds, London, Academic Press, 1970.
- (EN) V. Balzani e F. Scandola, Supramolecular Photochemistry, Chichester, Horwood, 1991.
- (EN) V. Balzani, M. Venturi e A. Credi, Molecular Devices and Machines. A Journey into the Nano World, Weinheim, Wiley-VCH, 2003, ISBN 978-3-527-30506-3. Tradotto in cinese e giapponese.
- (EN) V. Balzani, A. Credi e M. Venturi, Molecular Devices and Machines. Concepts and Perspectives for the Nanoworld, Weinheim, Wiley-VCH, 2008, ISBN 978-3-527-31800-1. Tradotto in cinese.
- (EN) N. Armaroli e V. Balzani, Energy for a Sustainable World – From the Oil Age to a Sun-Powered Future, Weinheim, Wiley-VCH, 2011, ISBN 978-3-527-32540-5. Tradotto in cinese.
- (EN) N. Armaroli, V. Balzani e N. Serpone, Powering Planet Earth – Energy Solutions for the Future, Wiley-VCH, 2013, ISBN 978-3-527-33409-4.
- (EN) V. Balzani, P. Ceroni e A. Juris, Photochemistry and Photophysics - Concepts, Research, Applications, Weinheim, Wiley-VCH, 2014, ISBN 978-3-527-33479-7. Tradotto in cinese.
- (EN) V. Balzani e M. Venturi, Chemistry: Reading and Writing the Book of Nature, Cambridge, Royal Society of Chemistry, 2014, ISBN 978-1-78262-002-0.

### Libri didattici o divulgativi
- (IT) V. Balzani e M. Venturi, Chimica, La Scuola, 2000, ISBN 978-8-835-09740-2.
- (IT) N. Armaroli e V. Balzani, Energia oggi e domani: Prospettive, sfide, speranze, Bologna, Bononia University Press, 2004, ISBN 978-8-873-95093-6.
- (IT) N. Armaroli e V. Balzani, Energia per l'astronave Terra, Zanichelli, 2008, ISBN 978-8-808-06391-5.
- (IT) V. Balzani e M. Venturi, Chimica! Leggere e scrivere il libro della natura, Scientia Express, 2012, ISBN 978-8-896-97342-4.
- (IT) V. Balzani e M. Venturi, Energia, risorse, ambiente, Zanichelli, 2014, ISBN 978-8-808-16296-0.
- (IT) A. Credi e V. Balzani, Le macchine molecolari, 1088 Press, 2018, ISBN 978-8-831-92600-3.

### Alcuni importanti lavori scientifici
- (EN) A. Juris, V. Balzani, F. Barigelletti, S. Campagna e altri, Ru(II) polypyridine complexes: photophysics, photochemistry, electrochemistry, and chemiluminescence, in Coordination Chemistry Reviews, vol. 84, 1988,  pp. 85-277, DOI:10.1016/0010-8545(88)80032-8.
- (EN) V. Balzani, Supramolecular photochemistry, in Pure and Applied Chemistry, vol. 62, n. 6, 1990,  pp. 1099-1102, DOI:10.1351/pac199062061099.
- (EN) P. L. Anelli, P. R. Ashton, R. Ballardini, V. Balzani e altri, Molecular meccano. 1. [2]Rotaxanes and a [2]catenane made to order, in Journal of the American Chemical Society, vol. 114, n. 1, 1992,  pp. 193-218, DOI:10.1021/ja00027a027.
- (EN) J.-P. Sauvage, V. Balzani e altri, Ruthenium(II) and Osmium(II) Bis(terpyridine) Complexes in Covalently-Linked Multicomponent Systems: Synthesis, Electrochemical Behavior, Absorption Spectra, and Photochemical and Photophysical Properties, in Chemical Reviews, vol. 94, n. 4, 1994,  pp. 993-1019, DOI:10.1021/cr00028a006.
- (EN) V. Balzani, A. Juris, M. Venturi, S. Campagna e S. Serroni, Luminescent and Redox-Active Polynuclear Transition Metal Complexes, in Chemical Reviews, vol. 96, n. 2, 1996,  pp. 759-834, DOI:10.1021/cr941154y.
- (EN) V. Balzani, S. Campagna, G. Denti, A. Juris e altri, Designing Dendrimers Based on Transition-Metal Complexes. Light-Harvesting Properties and Predetermined Redox Patterns, in Accounts of Chemical Research, vol. 31, n. 1, 1998,  pp. 26-34, DOI:10.1021/ar950202d.
- (EN) V. Balzani, M. Gomez-Lopez e J. F. Stoddart, Molecular Machines, in Accounts of Chemical Research, vol. 31, n. 7, 1998,  pp. 405-414, DOI:10.1021/ar970340y.
- (EN) V. Balzani, A. Credi, F. M. Raymo e J. F. Stoddart, <3348::AID-ANIE3348>3.0.CO;2-X Artificial Molecular Machines, in Angewandte Chemie, vol. 39, n. 19, 2000,  pp. 3348-3391, DOI:10.1002/1521-3773(20001002)39:19<3348::AID-ANIE3348>3.0.CO;2-X.
- (EN) J. D. Badjić, V. Balzani, A. Credi, S. Silvi e J. F. Stoddart, A Molecular Elevator, in Science, vol. 303, n. 5665, 2004,  pp. 1845-1849, DOI:10.1126/science.1094791.
- (EN) N. Armaroli e V. Balzani, The Future of Energy Supply: Challenges and Opportunities, in Angewandte Chemie, vol. 46, n. 1-2, 2007,  pp. 52-66, DOI:10.1002/anie.200602373.
- (EN) V. Balzani, A. Credi e M. Venturi, Photochemical Conversion of Solar Energy, in ChemSusChem, vol. 1, n. 1-2, 2008,  pp. 26-58, DOI:10.1002/cssc.200700087.
- (EN) N. Armaroli e V. Balzani, The Hydrogen Issue, in ChemSusChem, vol. 4, n. 1-2, 2011,  pp. 21-36, DOI:10.1002/cssc.201000182.
- (EN) N. Armaroli e V. Balzani, Towards an electricity-powered world, in Energy and Environmental Science, vol. 4, n. 9, 2011,  pp. 3193-3222, DOI:10.1039/c1ee01249e.
- (EN) N. Armaroli e V. Balzani, Solar Electricity and Solar Fuels: Status and Perspectives in the Context of the Energy Transition, in Chemistry - A European Journal, vol. 22, n. 1, 2015,  pp. 32-57, DOI:10.1002/chem.201503580.
- (EN) V. Balzani, G. Bergamini e P. Ceroni, Photochemistry and Photocatalysis, in Rendiconti Lincei, vol. 28, n. 1, 2017,  pp. 125-142, DOI:10.1007/s12210-016-0575-x.
- V. Balzani, Che cos’é umanità?, in Il Regno, vol. 16, 2018,  pp. 466-467.
- (EN) V. Balzani, G. Pacchioni, M. Prato e A. Zecchin, Solar‐driven chemistry: towards new catalytic solutions for a sustainable world, in Rendiconti Lincei, vol. 30, n. 3, 2019,  pp. 443-452, DOI:10.1007/s12210-019-00836-2.